# Charli Live Tour
Charli Live Tour é a quarta turnê da cantora britânica Charli XCX, em apoio ao seu terceiro álbum de estúdio, Charli (2019). A turnê começou em 20 de setembro de 2019 no Buckhead Theatre em Atlanta, Estados Unidos, com término previsto para 2 de agosto de 2020 no Parc Jean-Drapeau em Montreal, no Canadá, com 65 shows. A pandemia COVID-19 obrigou a Charli cancelar a maior parte dos concertos agendados para 2020.

## Repertório
Ato I
1. "Next Level Charli"
2. "Click"
3. "I Don't Wanna Know"

Ato II
1. "Vroom Vroom"
2. "Gone"
3. "Warm"
4. "Cross You Out"
5. "February 2017"

Ato III
1. "Thoughts"
2. "White Mercedes"
3. "Official"
4. "Shake It"
5. Track 10 / Blame It on Your Love"
6. "Silver Cross"
7. "2099"

Encore
1. "Unlock It"
2. "I Love It"
3. "Boys"
4. "1999"

## Datas
| Data                   | Cidade           | País             | Local                        | Ato(s) de abertura            |
| América do Norte       | América do Norte | América do Norte | América do Norte             | América do Norte              |
| ---------------------- | ---------------- | ---------------- | ---------------------------- | ----------------------------- |
| 20 de setembro de 2019 | Atlanta          | Estados Unidos   | Buckhead Theatre             | Tommy Genesis                 |
| 21 de setembro de 2019 | Nashville        | Estados Unidos   | Marathon Music Works         | Tommy Genesis                 |
| 23 de setembro de 2019 | Houston          | Estados Unidos   | White Oak Music Hall         | Tommy Genesis                 |
| 24 de setembro de 2019 | Austin           | Estados Unidos   | Emo's                        | Tommy Genesis                 |
| 25 de setembro de 2019 | Dallas           | Estados Unidos   | House of Blues               | Tommy Genesis                 |
| 27 de setembro de 2019 | Tempe            | Estados Unidos   | The Marquee                  | Brooke Candy e Dorian Electra |
| 28 de setembro de 2019 | San Diego        | Estados Unidos   | House of Blues               | Brooke Candy                  |
| 1 de outubro de 2019   | Los Angeles      | Estados Unidos   | The Wiltern                  | Brooke Candy                  |
| 2 de outubro de 2019   | Oakland          | Estados Unidos   | Fox Theatre                  | Brooke Candy                  |
| 4 de outubro de 2019   | Seattle          | Estados Unidos   | The Showbox                  | Brooke Candy                  |
| 5 de outubro de 2019   | Vancouver        | Canadá           | Commodore Ballroom           | Brooke Candy                  |
| 6 de outubro de 2019   | Portland         | Estados Unidos   | Roseland Theater             | Brooke Candy                  |
| 8 de outubro de 2019   | Salt Lake City   | Estados Unidos   | Union Event Center           | Dorian Electra                |
| 9 de outubro de 2019   | Denver           | Estados Unidos   | Ogden Theatre                | Dorian Electra                |
| 11 de outubro de 2019  | Minneapolis      | Estados Unidos   | First Avenue                 | Dorian Electra                |
| 12 de outubro de 2019  | Chicago          | Estados Unidos   | House of Blues               | Allie X                       |
| 14 de outubro de 2019  | Toronto          | Canadá           | Rebel                        | Slayyyter                     |
| 15 de outubro de 2019  | Montreal         | Canadá           | Corona Theatre               | Allie X                       |
| 17 de outubro de 2019  | Boston           | Estados Unidos   | House of Blues               | Allie X                       |
| 18 de outubro de 2019  | Washington, D.C. | Estados Unidos   | 9:30 Club                    | Slayyyter                     |
| 19 de outubro de 2019  | Filadélfia       | Estados Unidos   | Union Transfer               | Dorian Electra                |
| 21 de outubro de 2019  | Nova Iorque      | Estados Unidos   | Terminal 5                   | Allie X                       |
| 22 de outubro de 2019  | Nova Iorque      | Estados Unidos   | Terminal 5                   | Allie X                       |
| Europa                 |                  |                  |                              |                               |
| 27 de outubro de 2019  | Glasgow          | Escócia          | SWG3 Galvanisers             | Rina Sawayama                 |
| 28 de outubro de 2019  | Birmingham       | Inglaterra       | O2 Institute Birmingham      | Rina Sawayama                 |
| 30 de outubro de 2019  | Manchester       | Inglaterra       | Albert Hall                  | Rina Sawayama                 |
| 31 de outubro de 2019  | Londres          | Inglaterra       | O2 Brixton Academy           | Brooke Candy e Rina Sawayama  |
| 2 de novembro de 2019  | Paris            | França           | Grande halle de la Villette  | —                             |
| 4 de novembro de 2019  | Estocolmo        | Suíça            | Berns                        | Dorian Electra                |
| 5 de novembro de 2019  | Oslo             | Noruega          | John Dee                     | Dorian Electra                |
| 7 de novembro de 2019  | Copenhaga        | Dinamarca        | Vega                         | Dorian Electra                |
| 9 de novembro de 2019  | Berlim           | Alemanha         | Astra Kulturhaus             | Dorian Electra                |
| 10 de novembro de 2019 | Hamburgo         | Alemanha         | Fabrik                       | Dorian Electra                |
| 12 de novembro de 2019 | Varsóvia         | Polónia          | Klub Stodoła                 | Dorian Electra                |
| 14 de novembro de 2019 | Praga            | Chéquia          | Roxy                         | Dorian Electra                |
| 15 de novembro de 2019 | Cologne          | Itália           | Carlswerk Victoria           | Dorian Electra                |
| 17 de novembro de 2019 | Lyon             | França           | Le Transbordeur              | Dorian Electra                |
| 18 de novembro de 2019 | Milão            | Itália           | Fabrique                     | Dorian Electra                |
| 20 de novembro de 2019 | Madrid           | Espanha          | Sala La Riviera              | Danny L Harle                 |
| 22 de novembro de 2019 | Barcelona        | Espanha          | Razzmatazz Room 2            | Danny L Harle                 |
| 25 de novembro de 2019 | Amesterdão       | Países Baixos    | Paradiso                     | Dorian Electra                |
| 26 de novembro de 2019 | Bruxelas         | Bélgica          | Ancienne Belgique            | Dorian Electra                |
| 28 de novembro de 2019 | Moscou           | Rússia           | Izvestia Hall                | Dorian Electra                |
| Oceania                |                  |                  |                              |                               |
| 27 de janeiro de 2020  | Auckland         | Nova Zelândia    | Albert Park Precinct         | —                             |
| 1 de fevereiro de 2020 | Brisbane         | Austrália        | Brisbane Showgrounds         | —                             |
| 2 de fevereiro de 2020 | Sydney           | Austrália        | The Domain                   | —                             |
| 7 de fevereiro de 2020 | Adelaide         | Austrália        | Hart's Mill                  | —                             |
| 8 de fevereiro de 2020 | Melbourne        | Austrália        | Footscray Park               | —                             |
| 9 de fevereiro de 2020 | Fremantle        | Austrália        | Esplanade Reserve & West End | —                             |

## Concertos cancelados
| Data                | Cidade           | País           | Local                     | Festivais                     | Motivo            |
| ------------------- | ---------------- | -------------- | ------------------------- | ----------------------------- | ----------------- |
| 20 de março de 2020 | Nova Orleans     | Estados Unidos | Mardi Gras World          | BUKU Music + Art Project      | Pandemia COVID-19 |
| 24 de março de 2020 | Cidade do México | México         | El Plaza Condesa          | -                             | Pandemia COVID-19 |
| 28 de março de 2020 | Buenos Aires     | Argentina      | Hipódromo de San Isidro   | Lollapalooza Argentina        | Pandemia COVID-19 |
| 29 de março de 2020 | Santiago         | Chile          | Parque O'Higgins          | Lollapalooza Chile            | Pandemia COVID-19 |
| 3 de abril de 2020  | Bogotá           | Colômbia       | Campo de Golf Briceño 18  | Estéreo Picnic Festival       | Pandemia COVID-19 |
| 5 de abril de 2020  | São Paulo        | Brasil         | Autódromo de Interlagos   | Lollapalooza Brasil           | Pandemia COVID-19 |
| 10 de abril de 2020 | Indio            | Estados Unidos | Empire Polo Club          | Coachella                     | Pandemia COVID-19 |
| 17 de abril de 2020 | Indio            | Estados Unidos | Empire Polo Club          | Coachella                     | Pandemia COVID-19 |
| 13 de junho de 2020 | Manchester       | Inglaterra     | Heaton Park               | Parklife Festival             | Pandemia COVID-19 |
| 14 de junho de 2020 | Londres          | Inglaterra     | Gunnersbury Park          | Lovebox Festival              | Pandemia COVID-19 |
| 25 de junho de 2020 | Seinäjoki        | Finlândia      | Törnävänsaari             | Provinssirock                 | Pandemia COVID-19 |
| 26 de junho de 2020 | Pilton           | Inglaterra     | Worthy Farm               | Glastonbury Festival          | Pandemia COVID-19 |
| 1 de julho de 2020  | Gdynia           | Polónia        | Gdynia-Kosakowo Airport   | Open'er Festival              | Pandemia COVID-19 |
| 2 de julho de 2020  | Roskilde         | Dinamarca      | Festivalpladsen           | Roskilde Festival             | Pandemia COVID-19 |
| 3 de julho de 2020  | Beuningen        | Países Baixos  | De Groene Heuvels         | Down The Rabbit Hole Festival | Pandemia COVID-19 |
| 5 de julho          | Dublin           | Irlanda        | Marlay Park               | Longitude Festival            | Pandemia COVID-19 |
| 8 de julho de 2020  | Oeiras           | Portugal       | Passeio Marítimo de Algés | NOS Alive                     | Pandemia COVID-19 |
| 9 de julho de 2020  | Madrid           | Espanha        | Espacio Mad Cool          | Mad Cool                      | Pandemia COVID-19 |
| 18 de julho de 2020 | Southwold        | Inglaterra     | Henham Park               | Latitude Festival             | Pandemia COVID-19 |
| 19 de julho de 2020 | Gräfenhainichen  | Alemanha       | Ferropolis                | Melt Festival                 | Pandemia COVID-19 |
| 2 de agosto de 2020 | Montreal         | Canadá         | Parc Jean-Drapeau         | Osheaga Festival              | Pandemia COVID-19 |